# Vladimír Babula
Vladimír Babula, češki ilustrator, pisatelj in novinar, * 24. julij 1919, Uherský Brod, Češkoslovaška (sedaj Češka), † 12. november 1966, Praga, Češkoslovaška (sedaj Češka).
Babula je med drugim pisal znanstvenofantastične povesti in romane ter poljudnoznanstvena dela.
Najprej je bil ilustrator otroških knjig. V začetku 2. svetovne vojne je zaradi strahu pred aretacijo odšel v Švico in se po vojni vrnil v Češkoslovaško. Delal je kot urednik severnočeške izdaje Mlade fronte. Preselil se je v Prago in delal v tovarni Tatra, leta 1952 pa se je vrnil k urednikovanju. Potem je deloval kot neodvisni novinar.

## Dela
- Signali iz vesolja (Signály z vesmíru) (1954),
- Planet treh sonc (Planeta tří sluncí) (1954), (prevod Severin Šali, MK, Ljubljana 1959), (COBISS)
- Prijatelji iz Kačenosca (Přátelé z Hadonoše) (1956),
- Če bi prišli Marsovci ali zemeljski vodič za obiskovalce iz vesolja (Kdyby přišli Marťané aneb Průvodce po Zeměkouli pro návštěvníky z vesmíru) (1958),
- Pulz (Puls) (1960),
- Po oceanu svetlobnih let (Oceánem světelných roků) (1963).